# Cuniculina stilpna
Cuniculina stilpna är en insektsart som först beskrevs av John Obadiah Westwood 1859.  Cuniculina stilpna ingår i släktet Cuniculina och familjen Phasmatidae. Inga underarter finns listade i Catalogue of Life.